# Breslauer Weizenbier-Brauerei (Engelhardt)
Die Breslauer Weizenbier-Brauerei war eine Brauerei in Berlin, die 1880 gegründet wurde und vorrangig obergärige Weizenbiere nach Breslauer Art braute. Sie endete, als 1903 die Firma geändert und 1905 der Produktionsstandort aufgegeben wurde.

## Geschichte
Errichtet worden war die Braustätte auf dem Grundstück Chausseestraße 33 bereits um 1860 als Weißbier-Brauerei; 1880 übernahm August Werm die Braustätte und baute sie zur Breslauer Weizenbier-Brauerei A. Werm aus. Werm und seine Familie betrieben ab 1885 auch die Braustätten Brunnenstraße 141/143 und Zionskirchstraße 38/39.
1885 übernahmen der Kaufmann Ernst Engelhardt und der Braumeister Rudolph Frömchen die Breslauer Weizenbier-Brauerei und machten sie zur Ernst Engelhardt & Rudolph Frömchen Breslauer Weizenbier-Brauerei. 1886 schied Rudolph Frömchen aus dem Unternehmen aus, so dass dieses nun zur Breslauer Weizenbier-Brauerei Ernst Engelhardt wurde. Frömchen gründete in den 1890er Jahren die Rudolph Frömchen Berliner Weißbier-Brauerei, Wiesenstraße 43 in Gesundbrunnen.
1895 verkaufte Engelhardt das Unternehmen an Martin Wasserzug, der es umbenannte in Breslauer Weizenbier-Brauerei Engelhardt Nachf. (M. Wasserzug). Zur Wende zum 20. Jahrhundert erreichte die Brauerei eine Jahresproduktion von rund 10.000 hl. Wasserzug konnte wegen Krankheit das Geschäft nicht effektiv entwickeln, weshalb er es 1902 an den ihm verwandten Ignatz Nacher aus Gleiwitz übergab, der als Prokurist bereits die Geschäftsführung innehatte. Ab 1903 hieß der Betrieb dann Engelhardt-Brauerei Nachf. oHG (Ignatz Nacher). Nacher entschied sich bereits 1902 dazu, das Sortiment der Brauerei auch auf untergärige Biersorten auszuweiten und vor allem für eine bessere Haltbarkeit des obergärigen Malzbieres zu sorgen. Für die Sortimentserweiterung fand er Otto Mayer als Teilhaber, der sich auch an der Bergbrauerei Nacher & Co. beteiligte, die aus der ehemaligen Josty-Brauerei (Bergstraße 22) entstand. Der nun verwendete Firmenname lautete Brauerei Ernst Engelhardt (Nachf.)
Ende 1905 wandelten Nacher und Mayer das Unternehmen in eine Aktiengesellschaft um; es hieß nun Engelhardt-Brauerei AG. Im gleichen Jahr verlagerten sie den Braubetrieb zur vormaligen Berliner Exportbier-Brauerei in Pankow bei Berlin (Kaiser-Friedrich-Straße 21–29, heute Thulestraße 48–64) 52° 33′ 17,6″ N, 13° 25′ 31″ O
Den Braubetrieb an der Chausseestraße führte der Brauer J. Burkart bis 1912 weiter. Um 1900 war Ernst Engelhardt in den Berliner Adressbüchern als Eigentümer des Grundstücks Chausseestraße 33 verzeichnet. Im frühen 21. Jahrhundert ist dieses Flurstück Teil der Otis-Höfe.